# Resolució 1296 del Consell de Seguretat de les Nacions Unides
La Resolució 1296 del Consell de Seguretat de les Nacions Unides, adoptada per unanimitat el 19 d'abril de 2000, el Consell hi va discutir mesures per millorar la protecció dels civils durant conflictes armats.

## Resolució

### Observacions
El Consell de Seguretat lamenta que la majoria de les víctimes dels conflictes armats siguin civils. Hi va haver preocupació, en particular, que grups vulnerables com dones, nens, refugiats i persones desplaçades internes eren objecte d'una determinació. Totes les parts implicades es van referir a la importància del compliment de la Carta de les Nacions Unides i el dret internacional pel que fa al dret internacional humanitari, als drets humans i al dret de refugiats.

### Actes
El Consell va condemnar enèrgicament els atacs deliberats contra civils i va subratllar la necessitat de considerar maneres de protegir millor els civils. La majoria de les víctimes eren persones desplaçades internes i grups vulnerables i, per tant, se'ls oferia protecció sota la llei internacional. Les violacions sistemàtiques i generalitzades del dret internacional humanitari i dels drets humans en situacions de conflicte armat podrien constituir una amenaça per a la pau i la seguretat internacionals.
Era important que els civils tinguessin accés a l'ajuda humanitària, i una denegació d'assistència constituïa una violació del dret internacional. Al mateix temps, era important que les agències d'ajuda es mantinguessin neutrals durant el conflicte.
La resolució va assenyalar que el Consell inclouria mesures per desmobilització, desmilitarització i reintegració d'excombatents i nens soldat, la disposició d'armes i municions, i recursos per a la protecció de civils en perill immediat. Aquestes mesures inclourien zones de seguretat o passadissos per protegir els civils i la facilitació de l'assistència humanitària en casos de genocidi, crims contra la humanitat i crims de guerra. Les missions de manteniment de la pau també podrien incloure un component per a la difusió d'informació sobre el dret internacional a través dels mitjans de comunicació.
El Consell de Seguretat també va prendre nota de l'entrada en vigor del tractat d'Ottawa el 1997 i l'impacte positiu que tindria sobre la seguretat dels ciutadans. A més, es va reconèixer l'efecte desestabilitzador de les armes petites pel que fa a la prolongació dels conflictes i la distribució de l'ajuda humanitària. Finalment, es va demanar al Secretari General Kofi Annan que continués el seu treball i presentés un informe abans del 30 de març de 2001 sobre la situació dels civils en els conflictes armats.